# Curimatídeos
Os Curimatídeos (Curimatidae) são uma família de peixes actinopterígeos pertencentes à ordem Characiformes.
Também são conhecidos como branquinhas, curimatã, ou curimabatá, elas habitam no fundo de rios de pouca água corrente.

## Géneros
Estão descritos os seguintes géneros:
- Curimata
- Curimatella
- Curimatopsis
- Cyphocharax
- Potamorhina
- Psectogaster
- Pseudocurimata
- Steindachnerina